# Parco naturale del Montseny
Il Parco naturale del Montseny (catalano: Parc Natural i Reserva de la Biosfera del Montseny) è un'area naturale protetta situata nella sierra prelitorale catalana. Ne fanno parte i comuni di Arbúcies, Breda, El Brull, Campins, Fogars de Montclús, Gualba, Montseny, Sant Antoni de Vilamajor, Sant Celoni, Sant Esteve de Palautordera, Sant Pere de Vilamajor, Santa Maria de Palautordera, Vallgorguina, Viladrau.
Fa parte delle 14 aree naturali gestite dal Consiglio Provinciale di Barcellona e protegge un'area della catena montuosa pre-costiera catalana, di cui il massiccio del Montseny è il più alto. Il parco è il più antico della Catalogna ed è anche uno dei più importanti, poiché in un'area relativamente piccola si trovano comunità vegetali tipiche dei tre grandi biomi europei: il mediterraneo (lecci, querce da sughero e pino d'Aleppo), l'euro-siberiano (pino silvestre, faggio e abete bianco) e il Boreoalpine (prato alpino)). Va notato che la foresta naturale di abeti del Montseny è la più meridionale di tutta Europa. 
Per queste sue caratteristiche, nel 1978 l'UNESCO l'ha dichiarata Riserva della Biosfera, con 30117 ettari protetti.
Dal 1987 è gemellato con il Parco Nazionale delle Cévennes (Francia) e dal 1994 con il Parco Internazionale La Amistad (Costa Rica e Panama), entrambi dichiarati riserve naturali della biosfera. Insieme a entrambi, mantiene distinti programmi d'azione triennali che hanno permesso di sviluppare molteplici azioni congiunte.

## Storia

### Preistoria
La presenza dell'uomo nel Montseny risale alla preistoria. I resti di tombe megalitiche testimoniano questa presenza. Così possiamo osservare il dolmen di Cruïlles ad Aiguafreda o il dolmen di Pla del Boix nella città di El Brull, datato intorno all'anno 3.600 a.C.
I primi resti di popolazioni stabili, strutturate e ben definite risalgono al periodo iberico (dal VI al I secolo a.C.). Queste popolazioni si trovano soprattutto nelle vie naturali di comunicazione o in quelle terre con un maggiore beneficio agricolo. La valle del fiume Congost nella parte occidentale del massiccio e la valle del fiume Tordera nella parte orientale sono buoni esempi di questa concentrazione. Ci sono poche informazioni confermate sullo stile di vita di questi primi coloni. Ma, secondo gli studi fatti nei giacimenti del Montseny, tutto sembra indicare che l'allevamento transumante sarebbe stato la prima attività economica della zona.

### Periodo romano
Con la presenza romana, la concentrazione della popolazione divenne ancora più legata alle maggiori vie di comunicazione dell'epoca. Così la Via Augusta e la Via Ausa passavano attraverso città confinanti o molto vicine al Montseny. Il primo percorso, che collegava Cadice con Roma, aveva due fermate nelle vicinanze del Montseny, una a Semproniana (oggi Granollers) e l'altra a Seterras (oggi Hostalric). La strada Ausa collegava Ausa (l'attuale Vic) con Barcino (oggi Barcellona).
Con l'influenza dei Romani, fenomeno che si protrasse lentamente nell'arco di due secoli, l'economia fu rivitalizzata, e si confermò la coltivazione della vite e del mandorlo e l'attività tessile.

### Medioevo

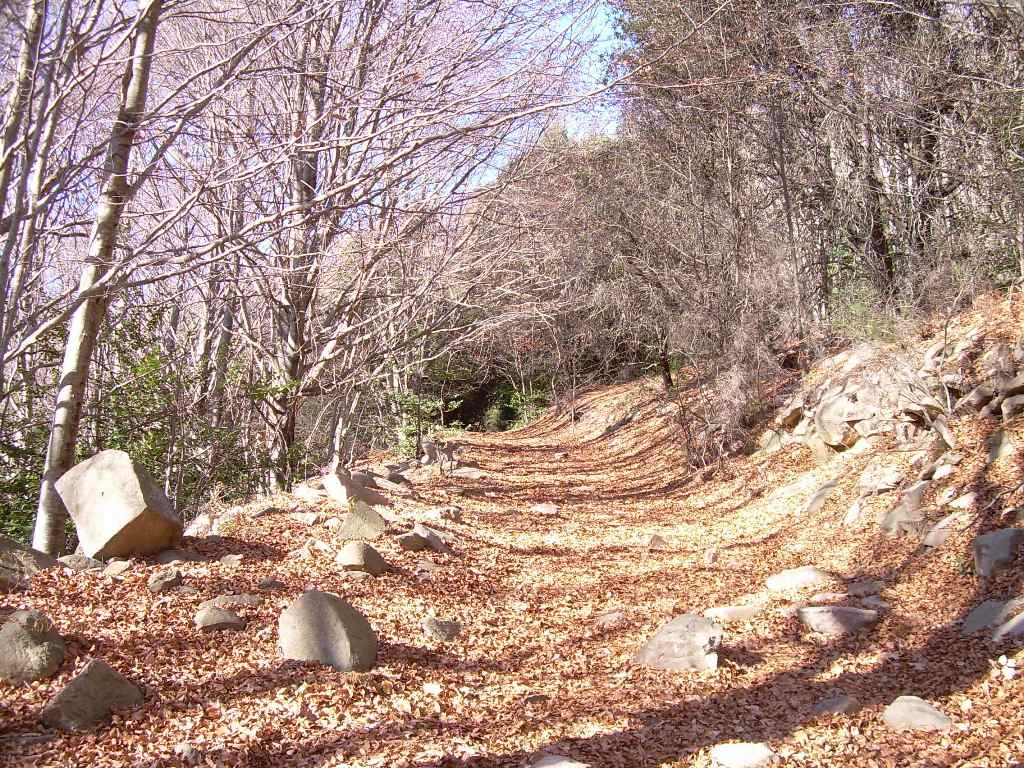
Una foresta tipica del Montseny.

Dal IX secolo in poi iniziò la grande colonizzazione del Montseny. A causa delle invasioni arabe, quelle terre situate ad altitudini più elevate o quelle con un clima peggiore iniziarono ad essere occupate. Questa colonizzazione fu favorita dalla consuetudine feudale secondo cui le terre occupate per trent'anni senza essere rivendicate da nessuno, diventavano di fatto proprietà degli occupanti.
Il X e l'XI secolo saranno quelli del consolidamento di quei centri abitati che oggi costituiscono i comuni più in vista del Parco Naturale. Di questo periodo abbiamo anche, per la prima volta, la comparsa del termine "Montseny" in documenti scritti. Un termine di origine latina, che sembra derivare dai termini Mous signi o Montesigno.

### Età moderna
Durante l'età moderna, la popolazione del Montseny era, in nuclei sparsi, meno di 1.000 abitanti. Nel lavoro si concentrarono, per la maggior parte, sull'agricoltura, l'allevamento e la silvicoltura nel Montseny.
L'unità organizzativa di base di quest'epoca saranno i massos o masías. Abitazioni in pietra e calce, tradizionalmente a due piani, che sono state occupate per anni (o addirittura secoli) dalla stessa famiglia. Questa società rurale soffrì molto per gli eventi derivanti dall'occupazione napoleonica e dalla terza guerra carlista.

### L'occupazione francese
Ci furono numerose rivolte contro le truppe francesi praticamente in ogni città. Citiamo le rivolte di Viladrau durante i mesi da aprile a giugno 1809 che misero a confronto i soldati francesi con la popolazione locale, causando grandi perdite all'esercito invasore.
Per questo motivo furono frequenti anche le rappresaglie contro gli abitanti della zona: Aiguafreda fu occupata più volte tra il 1809 e il 1812, subendo saccheggi e distruzioni. Breda fu abbandonata dai suoi abitanti negli anni 1809-1810 per paura della repressione. E a Viladrau il santuario di Sant Segimon fu completamente distrutto nel 1810.

### La terza guerra carlista
Il carlismo avrebbe avuto un grande impatto sulla società di Montseny nel XIX secolo, non solo per l'ampia accettazione delle sue tesi, ma anche per la violenza di alcuni eventi che si svolgevano nel massiccio. I centri più grandi e importanti rimasero sul fronte liberale, così come i centri più piccoli e lontani con un forte senso di legame con la terra e le tradizioni.
L'uccisione di un centinaio di fuggiaschi liberali da parte delle truppe carliste nel massacro di Santandreu o nell'occupazione carlista di Breda e Arbúcies furono gli eventi più crudi dell'epoca. Degna di nota è anche la battaglia di Repiaix (dal 23 aprile 1875 all'1 agosto 1875): un esercito carlista di circa ottomila uomini affrontò una colonna elisabettiana comandata dal generale Weyler, che alla fine ottenne la vittoria. Così la parte carlista perse slancio nella zona.

### Epoca attuale
I primi tentativi di conservazione del massiccio del Montseny risalgono all'inizio del XX secolo. È così che abbiamo come esempio la celebrazione del Primo Congresso degli Escursionisti Catalani nell'anno 1911 o la mozione sul Montseny e le sue strade presentata dal deputato Lluís Durán i Ventora nella plenaria del Consiglio Provinciale di Barcellona nell'anno 1914.
Tuttavia, la prima cifra ufficiale di protezione risale al 1928, con un regio decreto firmato dal re Alfonso XIII, che garantiva la cura di quelle zone situate sopra gli 800 metri. Contemporaneo di questo decreto reale è il "Patronat de la Muntanya del Montseny", organo istituzionale responsabile del monitoraggio e della garanzia della conservazione dei valori naturali e culturali del Montseny.
Nel corso del tempo, nel 1977, è stata elaborata e approvata la legislazione ufficiale del parco naturale (composto da due aree, l'area del parco con 17.732 ettari e l'area preparca con 12.748 ettari). Questa approvazione è stata promossa dai consigli provinciali di Barcellona e Girona, che copre il parco, diciotto comuni e tre diverse regioni.
Il 28 aprile 1978 il parco entrò a far parte delle Riserve della Biosfera dell'UNESCO.

## Geografia

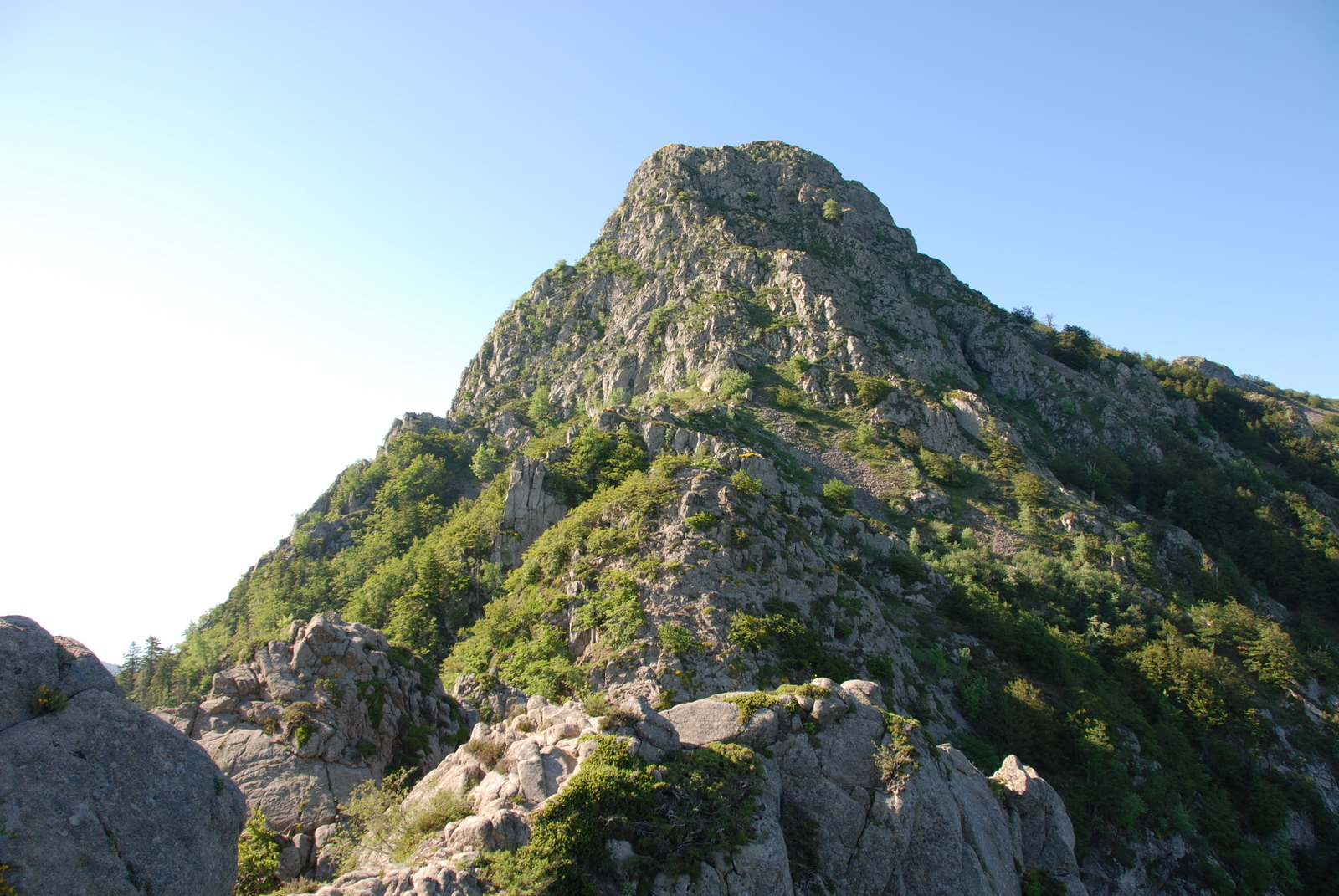
Il Pico de Les Agudes, uno dei maggiori del massiccio

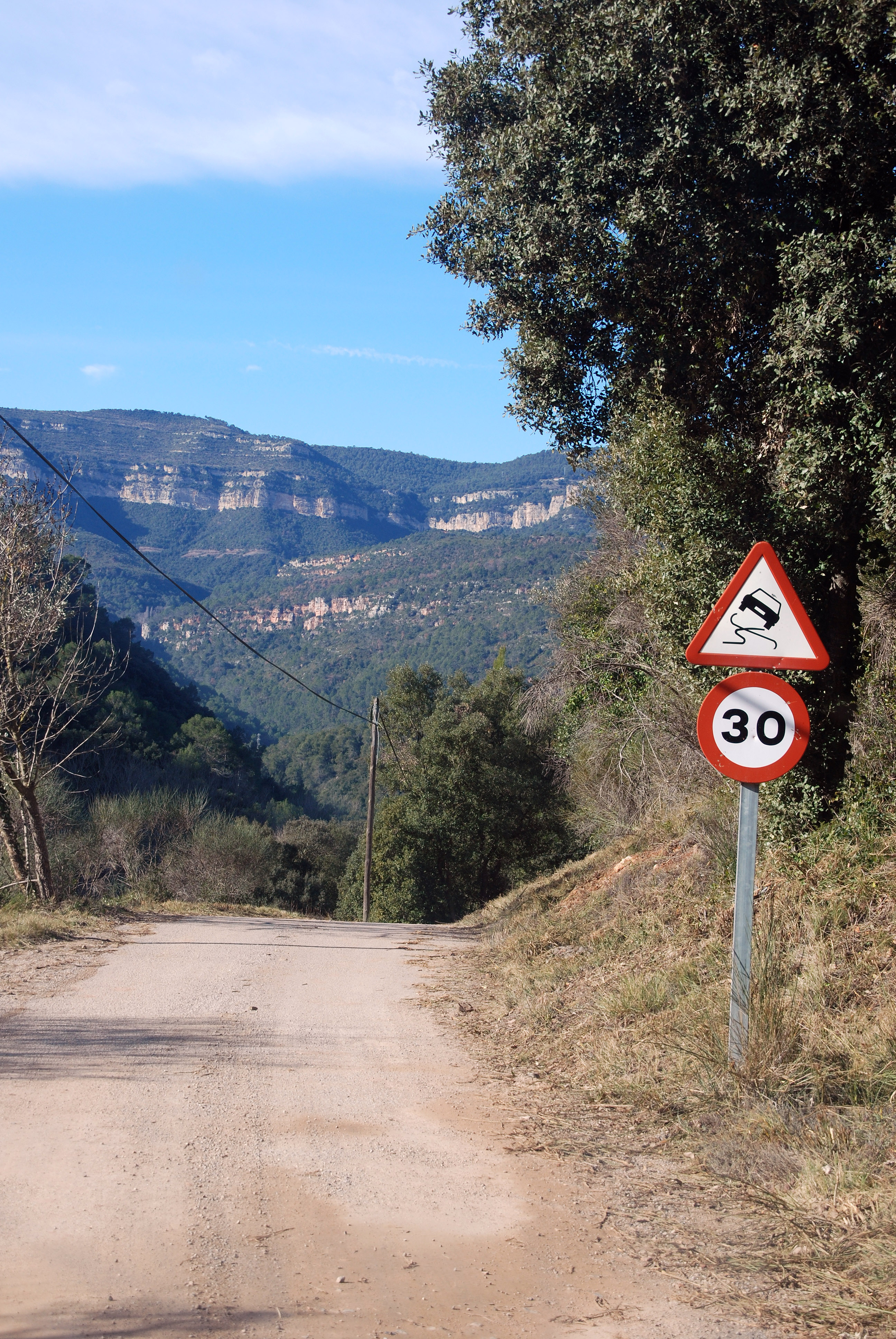
Il massiccio di Montseny

Si trova a circa 50 km da Barcellona e occupa una superficie di 30.120 ettari distribuiti tra diciotto comuni che appartengono a tre regioni (Osona, La Selva e Vallés Oriental). I suoi limiti naturali sono il torrente Arbúcias, l'alto corso del torrente Major e il fiume Gurri, il Congost e la pianura di Vallés.
Tre grandi catene montuose compongono il massiccio: lo scafo di El Turó de l'Home (1706 m) e Les Agudes (1703 m), El Matagalls (1697 m) e El Pla de la Calma (El Puig Drau, 1344 m), che, uniti rispettivamente dai passi di Sant Marçal e Coll Formic, circondano il bacino superiore del fiume Tordera.
Geologicamente, il massiccio del Montseny è strutturato in due parti distinte: da un lato, il plinto, composto dai materiali più antichi (tra i 550 e i 300 milioni di anni) e modellato da rocce ignee e metamorfiche; dall'altro, la copertura, parte della quale è costituita principalmente da rocce sedimentarie depositate durante le ere geologiche Mesozoiche e Cenozoiche, cioè da circa 300 milioni di anni fa ad oggi.
Il Montseny si presenta come un blocco montuoso dal profilo caratteristico e altezzoso, visibile da molti luoghi della Catalogna e conosciuto ovunque per la bellezza dei suoi paesaggi. Proprio il nome del massiccio, che deriva dal latino Mont Signus ('montagna del segnale'), testimonia la fisionomia del suo rilievo. 

## Vegetazione

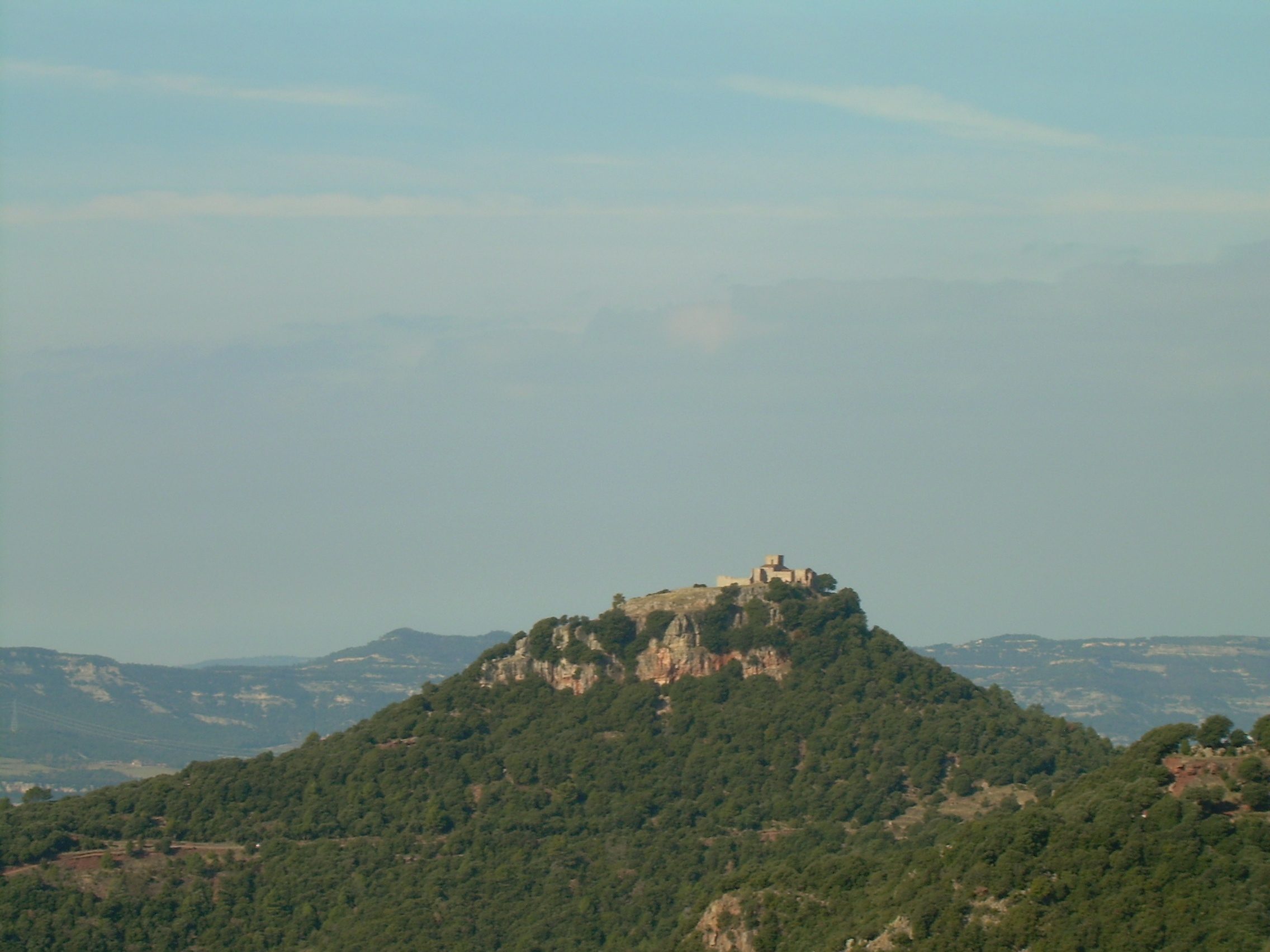
Chiesa di Santa María a Turó del Tagamanent all'interno del Parco Naturale.

Le differenze di umidità e temperatura giustificano la vegetazione che si sviluppa nel Montseny. Come pianure, e contemporaneamente al loro aumento di altezza, le formazioni vegetali caratteristiche della macchia mediterranea si riproducono nelle parti più basse (lecci, querce da sughero e pinete), nelle medie montagne piovose più in alto (lecci montani e querceti), negli ambienti mitteleuropei sopra i 1000 m. (faggi e abeti) e persino negli ambienti subalpini sulle vette (macchia e prati).
La confluenza di questi fattori in un rilievo scosceso, solcato da torrenti e dirupi, si traduce in una straordinaria varietà di habitat. Molte specie, provenienti dal Sud o dal Nord, si rifugiano nei vari ambienti della montagna. Specie relittuali ed esemplari isolati che trovano nel Montseny l'ultimo angolo dove stabilirsi, come la drosera, l'erba di Sant Segimon o la genziana, tra gli altri, conferiscono un alto valore ecologico a queste regioni.
La montagna più alta è il Turó de l'Home con 1712 metri, la seconda il Matagalls con 1699 metri.. All'interno del parco scorrono tre fiumi: La Tordera, Riera d'Arbúcies, il fiume Congost.

## Fauna

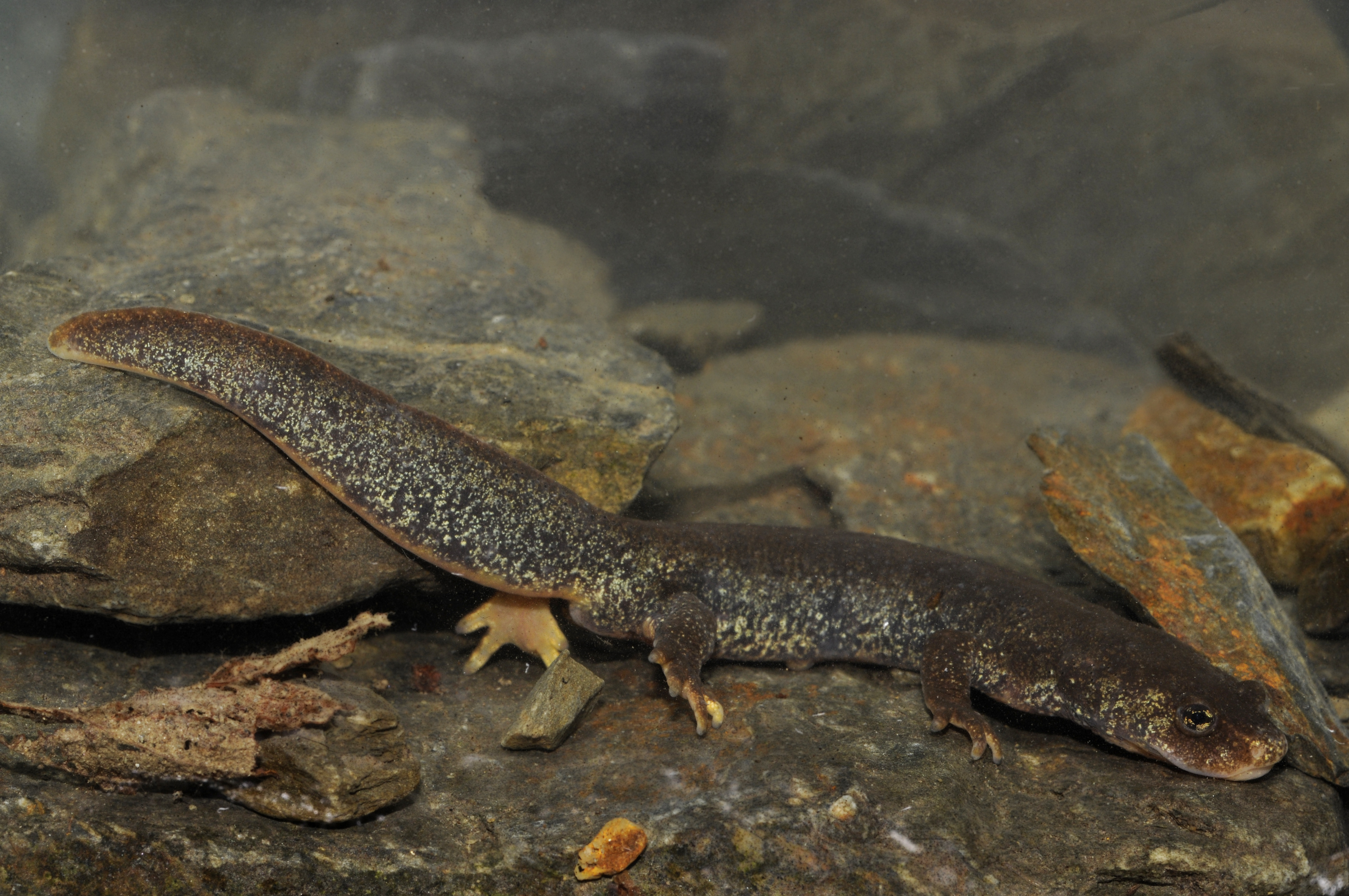
Tritone del Montseny.

In stretta relazione con la distribuzione della vegetazione, la fauna del Montseny è caratterizzata anche dall'esistenza di specie tipiche delle terre mitteleuropee nelle zone superiori del massiccio e dalla fauna tipica degli ambienti mediterranei più meridionali nelle parti inferiori. La coincidenza di questi due grandi gruppi in uno spazio relativamente piccolo è dovuta al fatto che un gran numero di specie trova le condizioni giuste per svilupparsi.
Come esempio di questa straordinaria diversità, basti pensare che sono state citate circa 270 specie di vertebrati. Il carattere boschivo del Montseny determina in larga misura la fauna che lo abita. Nel bosco di lecci, il cinghiale, la volpe, la genetta o il ghiro, tra i mammiferi più conosciuti; l'astore, la ghiandaia o il pettirosso, tra gli uccelli più comuni, e diversi tipi di anfibi, rettili e pesci. Ciò che conferisce alla fauna un carattere più unico, tuttavia, sono le specie di influenza mitteleuropea, spesso isolate, come la rana rossa, il tritone del Montseny, l'unica specie vertebrata endemica della Catalogna, o il toporagno d'acqua. Altre specie con una distribuzione tipicamente mitteleuropea sono la lepre, il ghiro, la pispola ripariale alpina, il ciuffolotto, la lucertola verde e la vipera.

### Farfalle
Un importante gruppo faunistico nella zona del Montseny sono i lepidotteri. Infatti, delle 200 specie di farfalle diurne catalogate in Catalogna, 143 sono state citate ad un certo punto nei dintorni del parco.
Ogni specie ha la sua ecologia e la sua popolazione uniche. Così, abbiamo specie comuni e frequenti come la Vanessa Atalanta, che nel mese di ottobre aumenta ulteriormente il suo numero grazie agli individui migratori provenienti dall'Europa centrale.
La specie Libythea celtis è di grande interesse perché è l'unico rappresentante nella zona paleartica di un genere tipicamente tropicale. Questa specie è fortemente imparentata con il fango, da cui si nutre nei suoi stadi di bruco. Maculinea arion è una specie ampiamente localizzata nelle praterie con presenza del serpol (thymus serpylum) e dell'origano, da cui si nutrono allo stadio larvale. Le formiche Myrmica sabuleti, che si nutrono allo stadio di bruco, costituiscono un caso unico di alimentazione carnivora nel mondo dei lepidotteri.

## Cultura
Montseny è stato ed è fonte di ispirazione per artisti e scrittori. Il massiccio, infatti, ha subito un processo di mitizzazione che supera la realtà stessa della montagna. Ha sostenuto lo scrittore religioso Pere Ribot:
La prima poesia ispirata alla montagna fu pubblicata sul giornale El Vapor il 24 agosto 1833. Il poema Patria, scritto da Bonaventura Carles Aribau, esprimeva un sentimento di nostalgia per la terra natale, rappresentata dal paesaggio del Montseny. Poeti successivi ispirati dalla montagna furono Adolf Blanch e Antoni de Bofarull (Los trobadors nous, 1858). Tuttavia, Montseny fu il grande catalizzatore per un poeta successivo, Jaume Bofill i Mates, che scrisse sotto lo pseudonimo di Guerau de Liost. Nel 1908 pubblicò la sua raccolta di poesie La muntanya d'Amethysts, che fu una delle opere più importanti in catalano del suo tempo. Altri intellettuali hanno basato parte della loro opera sul massiccio: Joaquim Rubió i Ors, Artur Osona (autore della prima guida del massiccio), Ramón Arabia e Joan Santamaria (promotori dell'escursionismo e dell'esplorazione della zona), Josep Maria de Sagarra (Memòrias, 1954) e Francesc Roma (Montseny, 50 itinerari a peu).